# 랑기시오르

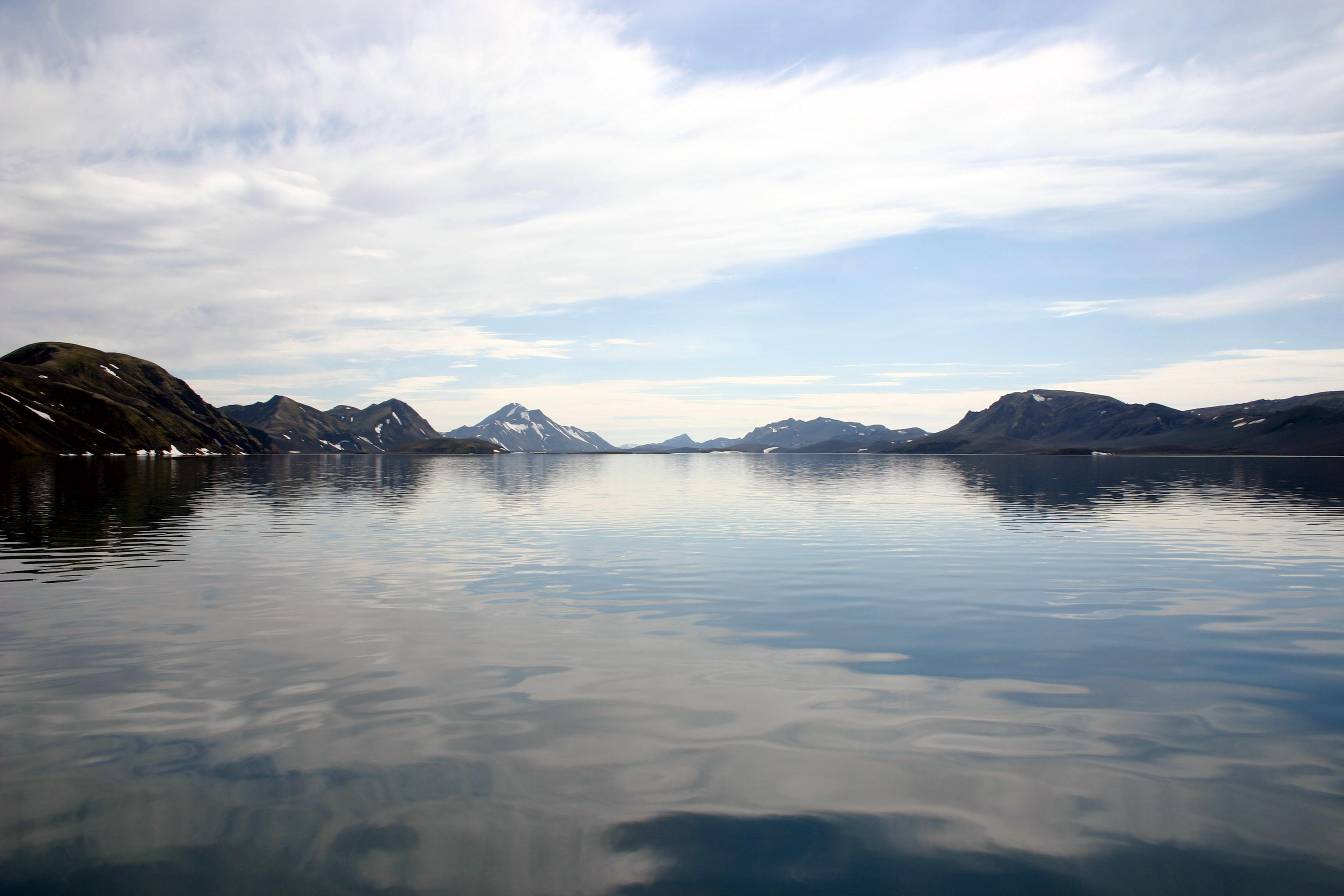
랑기시오르

랑기시오르(아이슬란드어: Langisjór)는 아이슬란드 중앙고원에 위치한 호수이다.

## 개요
랑기시오르는 길쭉한 모양을 하고 있다. 길이는 약 20km이지만, 폭은 최대 2km 정도이다. 면적은 약 26km2로 수심은 최대 75m이다.
또한 바트나이외쿠틀 바로 남서쪽 해발 670m에 있지만 거주에 적합한 장소가 아니다. 아이슬란드 정부는 거기에 댐을 건설하는 계획이 있지만, 환경 보호 활동가는 우려를 나타내고 있다.